# Oleg Daškevič
Oleg Daškevič (Leningrado, 20 gennaio 1930 – 30 luglio 2016) è stato un regista sovietico.

## Filmografia parziale

### Regista
- Neznakomyj naslednik (1974)
- Pravda lejtenanta Klimova (1981)